# Lista siturilor arheologice din județul Bistrița-Năsăud - V
Lista siturilor arheologice din județul Bistrița-Năsăud - V conține toate siturile arheologice din județul Bistrița-Năsăud înscrise în Repertoriul Arheologic Național (RAN) și aflate în localități al căror nume începe cu litera V. RAN este administrat de Ministerul Culturii și Patrimoniului Național și cuprinde date științifice, cartografice, topografice, imagini și planuri, precum și orice alte informații privitoare la zonele cu potențial arheologic, studiate sau nu, încă existente sau dispărute.
Puteți căuta un sit din localitățile care încep cu litera V folosind formularul de mai jos sau puteți naviga prin toate siturile din județ la Lista siturilor arheologice din județul Bistrița-Năsăud.
| Cod RAN                                  | Denumire | Localitate                                          | Adresă              | Datare             | Descoperit | Coordonate | Imagine           | Erori            |
| ---------------------------------------- | --- | --------------------------------------------------- | ------------------- | ------------------ | ---------- | ---------- | ----------------- | ---------------- |
| 33505.01.01 (Cod LMI: BN-I-m-B-01431.03) | Situl arheologic de la Vermeș / ansamblu anonim (Categorie: locuire civilă) (Tip: Așezare)                                 | sat Vermeș, comuna Lechința                         |                     |                    |            |            | Încărcați imagine | Raportați eroare |
| 33505.01.02 (Cod LMI: BN-I-m-B-01431.02) | Situl arheologic de la Vermeș / ansamblu anonim (Categorie: locuire civilă) (Tip: Așezare)                                 | sat Vermeș, comuna Lechința                         |                     | sec. II - III      |            |            | Încărcați imagine | Raportați eroare |
| 33505.01.03 (Cod LMI: BN-I-m-B-01431.01) | Situl arheologic de la Vermeș / ansamblu anonim (Categorie: locuire civilă) (Tip: Așezare)                                 | sat Vermeș, comuna Lechința                         |                     | sec. XI - XII      |            |            | Încărcați imagine | Raportați eroare |
| 33505.01.04 (Cod LMI: BN-I-s-B-01431)    | Situl arheologic de la Vermeș / ansamblu anonim (Categorie: locuire civilă) (Tip: Așezare)                                 | sat Vermeș, comuna Lechința                         |                     | Wietenberg         |            |            | Încărcați imagine | Raportați eroare |
| 33505.02.01 (Cod LMI: BN-I-m-B-01432.02) | Situl arheologic de la Vermeș - "Pe toacă" / ansamblu anonim (Categorie: locuire civilă) (Tip: Așezare)                    | sat Vermeș, comuna Lechința                         | Pe toacă            |                    |            |            | Încărcați imagine | Raportați eroare |
| 33505.02.02 (Cod LMI: BN-I-m-B-01432.01) | Situl arheologic de la Vermeș - "Pe toacă" / ansamblu anonim (Categorie: locuire civilă) (Tip: Așezare)                    | sat Vermeș, comuna Lechința                         | Pe toacă            |                    |            |            | Încărcați imagine | Raportați eroare |
| 33505.03.01 (Cod LMI: BN-I-m-B-01433.02) | Situl arheologic de la Vermeș - "Glodeț" / ansamblu anonim (Categorie: locuire civilă) (Tip: Așezare)                      | sat Vermeș, comuna Lechința                         | Glodeț              |                    |            |            | Încărcați imagine | Raportați eroare |
| 33505.03.02 (Cod LMI: BN-I-m-B-01433.01) | Situl arheologic de la Vermeș - "Glodeț" / ansamblu anonim (Categorie: locuire civilă) (Tip: Așezare)                      | sat Vermeș, comuna Lechința                         | Glodeț              | sec. II - III      |            |            | Încărcați imagine | Raportați eroare |
| 35045.01.01 (Cod LMI: BN-I-m-A-01434.01) | Fortificațiile de la Viile Tecii - "Dealul Cetății" / ansamblu anonim (Categorie: fortificație) (Tip: Fortificație)        | sat Viile Tecii, comuna Teaca                       | Dealul Cetății      |                    |            |            | Încărcați imagine | Raportați eroare |
| 35045.01.02 (Cod LMI: BN-I-m-A-01434.02) | Fortificațiile de la Viile Tecii - "Dealul Cetății" / ansamblu anonim (Categorie: fortificație) (Tip: Fortificație)        | sat Viile Tecii, comuna Teaca                       | Dealul Cetății      |                    |            |            | Încărcați imagine | Raportați eroare |
| 35045.01.03 (Cod LMI: BN-I-m-A-01434.01) | Fortificațiile de la Viile Tecii - "Dealul Cetății" / ansamblu anonim (Categorie: fortificație) (Tip: Fortificație)        | sat Viile Tecii, comuna Teaca                       | Dealul Cetății      | sec. XIII - XIV    |            |            | Încărcați imagine | Raportați eroare |
| 35045.02.01 (Cod LMI: BN-I-s-B-01435)    | Așezarea din epoca bronzului de la Viile Tecii - "Peste vale" / ansamblu anonim (Categorie: locuire civilă) (Tip: Așezare) | sat Viile Tecii, comuna Teaca                       | Peste vale          |                    |            |            | Încărcați imagine | Raportați eroare |
| 35045.03.01 (Cod LMI: BN-I-s-B-01436)    | Așezarea din epoca bronzului de la Viile Tecii - "Slatină" / ansamblu anonim (Categorie: locuire civilă) (Tip: Așezare)    | sat Viile Tecii, comuna Teaca                       | Slatină             |                    |            |            | Încărcați imagine | Raportați eroare |
| 33872.01.01 (Cod LMI: BN-I-s-B-01437)    | Așezarea romană de la Visuia - "Izvoarele" / ansamblu anonim (Categorie: locuire civilă) (Tip: Așezare)                    | sat Visuia, comuna Miceștii de Câmpie               | Izvoarele           | sec. II - III      |            |            | Încărcați imagine | Raportați eroare |
| 33872.02.01 (Cod LMI: BN-I-m-B-01438.02) | Situl arheologicde la Visuia - "Fețișoara" / ansamblu anonim (Categorie: locuire civilă) (Tip: Așezare)                    | sat Visuia, comuna Miceștii de Câmpie               | Fețișoara           | Wietenberg         |            |            | Încărcați imagine | Raportați eroare |
| 33872.02.02 (Cod LMI: BN-I-m-B-01438.01) | Situl arheologicde la Visuia - "Fețișoara" / ansamblu anonim (Categorie: locuire civilă) (Tip: Așezare)                    | sat Visuia, comuna Miceștii de Câmpie               | Fețișoara           | sec. IX - X        |            |            | Încărcați imagine | Raportați eroare |
| 33872.03.01 (Cod LMI: BN-I-m-B-01439.03) | Situl arheologic de la Visuia - "La Țiglă" / ansamblu anonim (Categorie: locuire civilă) (Tip: Așezare)                    | sat Visuia, comuna Miceștii de Câmpie               | La Țiglă            |                    |            |            | Încărcați imagine | Raportați eroare |
| 33872.03.02 (Cod LMI: BN-I-m-B-01439.02) | Situl arheologic de la Visuia - "La Țiglă" / ansamblu anonim (Categorie: locuire civilă) (Tip: Așezare)                    | sat Visuia, comuna Miceștii de Câmpie               | La Țiglă            |                    |            |            | Încărcați imagine | Raportați eroare |
| 33872.03.03 (Cod LMI: BN-I-m-B-01439.01) | Situl arheologic de la Visuia - "La Țiglă" / ansamblu anonim (Categorie: locuire civilă) (Tip: Așezare)                    | sat Visuia, comuna Miceștii de Câmpie               | La Țiglă            |                    |            |            | Încărcați imagine | Raportați eroare |
| 33505.04.01                              | Așezarea medievală de la Vermeș / ansamblu anonim (Categorie: locuire civilă) (Tip: Așezare)                               | sat Vermeș, comuna Lechința                         |                     | sec. IX - XI       |            |            | Încărcați imagine | Raportați eroare |
| 35045.04.01                              | Situl arheologic de la Viile Tecii- La Cetate / ansamblu anonim (Categorie: locuire) (Tip: Fortificație)                   | sat Viile Tecii, comuna Teaca                       | La Cetate           | geto-dacică sec. I |            |            | Încărcați imagine | Raportați eroare |
| 35045.04.02                              | Situl arheologic de la Viile Tecii- La Cetate / ansamblu anonim (Categorie: locuire) (Tip: Fortificație)                   | sat Viile Tecii, comuna Teaca                       | La Cetate           | sec. IX - XII      |            |            | Încărcați imagine | Raportați eroare |
| 35045.04.03                              | Situl arheologic de la Viile Tecii- La Cetate / ansamblu anonim (Categorie: locuire) (Tip: Fortificație)                   | sat Viile Tecii, comuna Teaca                       | La Cetate           | sec. XIII - XVI    |            |            | Încărcați imagine | Raportați eroare |
| 33505.05                                 | Obiecte eneolitice de la Vermeș - "Fânațe" (Categorie: descoperire izolată) (Tip: obiect izolat)                           | sat Vermeș, comuna Lechința                         | Fânațe              |                    |            |            | Încărcați imagine | Raportați eroare |
| 32465.01                                 | Așezarea eneolitică de la Viișoara (Categorie: locuire civilă) (Tip: așezare)                                              | localitate componentă Viișoara, municipiul Bistrița |                     |                    |            |            | Încărcați imagine | Raportați eroare |
| 32465.01.01                              | Așezarea eneolitică de la Viișoara / ansamblu anonim (Categorie: locuire civilă) (Tip: Așezare)                            | localitate componentă Viișoara, municipiul Bistrița |                     |                    |            |            | Încărcați imagine | Raportați eroare |
| 33872.04.01                              | Locuirea neolitică de la Visuia- Școala / ansamblu anonim (Categorie: locuire civilă) (Tip: Locuire)                       | sat Visuia, comuna Miceștii de Câmpie               | Școala              |                    |            |            | Încărcați imagine | Raportați eroare |
| 33872.05                                 | Topoare neolitice de la Visuia- Fețișoara, Fundoaie (Categorie: descoperire izolată) (Tip: obiect izolat)                  | sat Visuia, comuna Miceștii de Câmpie               | Fețișoara, Fundoaie |                    |            |            | Încărcați imagine | Raportați eroare |
| 33872.06                                 | Topor eneolitic la Visuia - "Fânațe" (Categorie: descoperire izolată) (Tip: obiect izolat)                                 | sat Visuia, comuna Miceștii de Câmpie               | Fânațe              |                    |            |            | Încărcați imagine | Raportați eroare |
| 34146.01                                 | Obiecte neo-eneolitice la Vița- Podulari (Categorie: descoperire izolată) (Tip: obiect izolat)                             | sat Vița, comuna Nușeni                             | Podulari            |                    |            |            | Încărcați imagine | Raportați eroare |